# Liste der österreichischen Wissenschaftsminister
Der Wissenschaftsminister ist der für Wissenschaft zuständige Bundesminister in der zweiten Republik Österreich (Wissenschaftsminister), außerdem ist er (als Forschungsminister) für Forschung und (als Bildungsminister) für Hochschulwesen zuständig („Bildungsminister“ bezeichnet in Österreich traditionell den für Schulbildung zuständigen Unterrichtsminister).
Die Institution des Wissenschaftsministers wurde von Bruno Kreisky 1970 eingerichtet und besteht seither. 1994–2000 war das Amt mit dem des Verkehrsministers, 2000–2007 mit dem des Unterrichtsministers und seit 2013 mit dem des Wirtschaftsministers verbunden.
→ Hauptartikel: Österreichisches Wissenschaftsministerium
| Wissenschaftsminister der Zweiten Republik | Wissenschaftsminister der Zweiten Republik | Wissenschaftsminister der Zweiten Republik | Wissenschaftsminister der Zweiten Republik | Wissenschaftsminister der Zweiten Republik | Wissenschaftsminister der Zweiten Republik |
| Bild                                       | Bundesminister/in                          | Partei                                     | Amtsantritt                                | Funktion | Regierung                                  |
| ------------------------------------------ | ------------------------------------------ | ------------------------------------------ | ------------------------------------------ | --- | ------------------------------------------ |
|                                            | Hertha Firnberg                            | SPÖ                                        | 26. Juli 1970                              | Bundesminister für Wissenschaft und Forschung (vorher ohne Portefeuille) | Kreisky (I, II, III, IV)                   |
|                                            | Heinz Fischer                              | SPÖ                                        | 24. Mai 1983                               | Bundesminister für Wissenschaft und Forschung | Sinowatz Vranitzky (I)                     |
|                                            | Hans Tuppy                                 | ÖVP                                        | 21. Jan. 1987                              | Bundesminister für Wissenschaft und Forschung | Vranitzky (II)                             |
|                                            | Erhard Busek                               | ÖVP                                        | 24. Apr. 1989                              | Bundesminister für Wissenschaft und Forschung | Vranitzky (II, III)                        |
|                                            | Rudolf Scholten                            | SPÖ                                        | 29. Nov. 1994                              | Bundesminister für Wissenschaft, Forschung und Kunst, bis 1. Mai 1996 (auch Bundesminister für öffentliche Wirtschaft und Verkehr, 12. März 1996 – 1. Mai 1996) Bundesminister für Wissenschaft, Verkehr und Kunst | Vranitzky (III, IV) Vranitzky (V)          |
|                                            | Caspar Einem                               | SPÖ                                        | 28. Jan. 1997                              | Bundesminister für Wissenschaft, Verkehr und Kunst, bis 15. Februar 1997 Bundesminister für Wissenschaft und Verkehr                                                                                               | Klima                                      |
|                                            | Michael Schmid                             | FPÖ                                        | 4. Feb. 2000                               | Bundesminister für Wissenschaft und Verkehr | Schüssel (I)                               |
|                                            | Elisabeth Gehrer                           | ÖVP                                        | 1. Apr. 2000                               | Bundesministerin für Bildung, Wissenschaft und Kultur | Schüssel (I, II)                           |
|                                            | Johannes Hahn                              | ÖVP                                        | 11. Jan. 2007                              | (Bundesminister ohne Portefeuille, bis 1. März 2007) Bundesminister für Wissenschaft und Forschung | Gusenbauer, Faymann (I)                    |
|                                            | Beatrix Karl                               | ÖVP                                        | 26. Jan. 2010                              | Bundesministerin für Wissenschaft und Forschung | Faymann (I)                                |
|                                            | Karlheinz Töchterle                        | ÖVP                                        | 21. Apr. 2011                              | Bundesminister für Wissenschaft und Forschung | Faymann (I)                                |
|                                            | Reinhold Mitterlehner                      | ÖVP                                        | 16. Dez. 2013                              | (mit der Leitung des Bundesministeriums betraut, bis 28. Februar 2014) Bundesminister für Wissenschaft, Forschung und Wirtschaft                                                                                   | Faymann (II), Kern                         |
|                                            | Harald Mahrer                              | ÖVP                                        | 17. Mai 2017                               | Bundesminister für Wissenschaft, Forschung und Wirtschaft | Kern                                       |
|                                            | Margarete Schramböck                       | ÖVP                                        | 18. Dez. 2017                              | Bundesministerin für Wissenschaft, Forschung und Wirtschaft (provisorisch bis zum Inkrafttreten des neuen Bundesministeriengesetzes)                                                                               | Kurz (I)                                   |
|                                            | Heinz Faßmann                              | Unabh. , von ÖVP nominiert                 | 8. Jan. 2018                               | Bundesminister für Bildung, Wissenschaft und Forschung | Kurz (I), Löger                            |
|                                            | Iris Eliisa Rauskala                       | Unabh.                                     | 3. Juni 2019                               | Bundesministerin für Bildung, Wissenschaft und Forschung | Bierlein                                   |
|                                            | Heinz Faßmann                              | Unabh. , von ÖVP nominiert                 | 7. Jan. 2020                               | Bundesminister für Bildung, Wissenschaft und Forschung | Kurz (II), Schallenberg                    |
|                                            | Martin Polaschek                           | Unabh. , von ÖVP nominiert                 | 6. Dez. 2021                               | Bundesminister für Bildung, Wissenschaft und Forschung | Nehammer, Schallenberg                     |
|                                            | Christoph Wiederkehr                       | NEOS                                       | 3. März 2025                               | Bundesminister für Bildung, Wissenschaft und Forschung (provisorisch bis zum Inkrafttreten des neuen Bundesministeriengesetzes)                                                                                    | Stocker                                    |
|                                            | Eva-Maria Holzleitner                      | SPÖ                                        | 1. Apr. 2025                               | Bundesministerin für Frauen, Wissenschaft und Forschung | Stocker                                    |